# 404 (roman)
Pour les articles homonymes, voir 404 (homonymie).
 (février 2021).
404 est un roman de Sabri Louatah publié en 2019 aux éditions Flammarion.

## Résumé
L'action débute en septembre 2022.
La nouvelle présidente de la France a été élue au printemps dans un contexte sinistre : lors d'une visite de la candidate dans l'Algérie de la Deuxième Indépendance, son entrevue de 45 minutes avec le nouveau président algérien a été l'objet de piratage vidéo sur les réseaux sociaux : attentat symbolique contre la République.
Allia prépare un antidote aux mirages des hypertrucages des vidéotox (Deepfake), aux pornodivulgations (Revenge porn) et à la sextorsion. Elle réunit pour cela des investisseurs dans l'hôtel particulier prêté par un ami, Kader, un palais avec vue sur la Place des Victoires (Paris). Elle propose à Ali de réaliser à cette occasion un repas avec un menu haut de gamme.
La commission d'enquête parlementaire, devant laquelle passe Allia, se termine mal, sur la question de la double nationalité française et algérienne. 
Le repas est annulé.
Après vingt ans sans se voir, Allia et Ali peuvent se retrouver. Tous deux, alors collègues de classe préparatoire, sont d'origine kabyle.
Le second dîner, dans le palais de Kader, réunit les anciens de la promo d'Allia à Polytechnique, huit alliés potentiels.
Allia fait une démonstration de blocage de piratage de téléphone portable : Erreur 404, page introuvable.
"404" est un flux vidéo impossible à enregistrer, à éditer et donc à contrefaire.
La fin de la viralité et du mirage, le retour à la ponctualité, une technologie contre des dérives technologiques !
La vidéo infalsifiable : une percée géniale ou un concept rétrograde, talibanesque, fou ?
Arrive enfin l'invité surprise, DJ Dinar, clivant, mais peut-être plus apte à promouvoir l'application que Kader jugé trop dangereux.
Plus tard, Ali est installé au presbytère de La Brèche, comme cuisinier et modérateur, auprès d'Allia, Rachid, Mehdi, et de la petite équipe qui développe l'application 404, et "modère" les flux.
Parmi les autres thèmes abordés et/ou épisodes : forage géothermique et lézardes associées, quatrième génération, concert de rap, Mauvais ambiance (émission de Ness' sur 404), intervention du CSA, investissements de Kader en Allier, fiancée new-yorkaise en fauteuil roulant de Kader, anciens des renseignements généraux algériens, protection, proxénétisme, ghettos ruraux de la République, tournée du maire seul caméra à l'épaule retransmise en direct, agoras 404, Génération 404, Amicale de 4h04, iconoclasme, département d'histoire de Vichy Tech pour mirages anti-mirages. Puis...

## Personnages
- le trio quadragénaire des anciens amis des classes préparatoires du Lycée du Parc (Lyon, vers 2000)
  - Allia, 39 ans, 1m80, élevée dans l'Allier, hypokhâgne, puis PCSI, Polytechnique, un temps en Californie, avec un père resté en France, de retour à Paris
  - Ali, de Saint-Étienne, de milieu ouvrier, hypokhâgne, École normale supérieure (Paris), devenu cuisinier, résidant à Saint-Étienne, l'autre Algérien d'hypokhâgne, illettré technologique, amoureux d'Allia (l'amazone et l'avorton)
  - Kader, milieu modeste (quartiers sensibles, père magasinier, circulant en 404), prépa HEC (épiciers), ami commun, autre petit frère ethnique, bellâtre, exclu en deuxième année après un scandale, enrichi grâce à la gestion alternative (hedgefund), aux Bitcoins et à la 5G, propriétaire du groupe de télécoms français Wilaya, grand investisseur discret
- la famille d'Allia
  - Rachid, sexagénaire , père d'Allia, à La Brèche (Allier), peau blanche, cheveux châtain clair, enseignant puis proviseur retraité, berbériste, retiré à la suite d'un AVC, sociable et reclus
  - X, mère d'Allia, algérienne, kabyle, frisée, urbaine, absente
  - Sarah, grand-mère d'Allia, avocate parisienne, d'origine juive polonaise, résidant Boulevard des Belges (Lyon), porteuse de valises pour la 7ème wilaya en 1960-1961, en couple avec Ali (A.K.), moudjahidin roux à peau blanche
  - Mehdi, de la région de Clermont-Ferrand, yeux verts, petit ami puis époux d'Allia, médecin de campagne, terrien, établi, maire de La Brèche
    - Nesrine, jeune sœur de Mehdi, provocatrice, animatrice sur 404
    - Le Fennec, cousin de Mehdi, 17 ans

  - Sarah, fille d'Allia, morte à 5 ans
- les autres
  - les anciens de promo de Polytechnique d'Allia
  - DJ Dinar, un ami ancien d'Allia
  - La Présidente, populisme inédit, adepte de TikTok

## Éditions
- 404, éditions Flammarion, 368 pages  (ISBN 978-2-08-151031-9).

## Réception
France Inter présente 404 comme une dystopie dans laquelle « Sabri Louatah caricature le "démon identitaire" qui fond sur la France au lendemain d'élections qui ont mis à la tête du pays un Président kabyle ».
Selon le site en ligne Usbek & Rica, « 404 offre aussi une projection assez habile des effets possibles des deepfakes. Contre ces « fausses » vidéos, Allia diffuse sa technologie, baptisée 404, qui rend les vidéos infalsifiables, à partir de l'Allier. Ce projet dévie rapidement de la trajectoire initiée par l’entrepreneuse. « Nos images sont devenues des amulettes à l’envers, des fétiches qui nous emprisonnent. C’est pour ça que j’ai créé cette technologie, pour nous libérer », explique le personnage. Elle souhaite alors libérer les gens de « la fréquentation du faux (…) ». Tout ce qu’on poste en permanence sur les réseaux sera retenu contre nous. En nous exposant aujourd’hui, on nourrit les futurs deepfakes ».